# Mwata Bowden

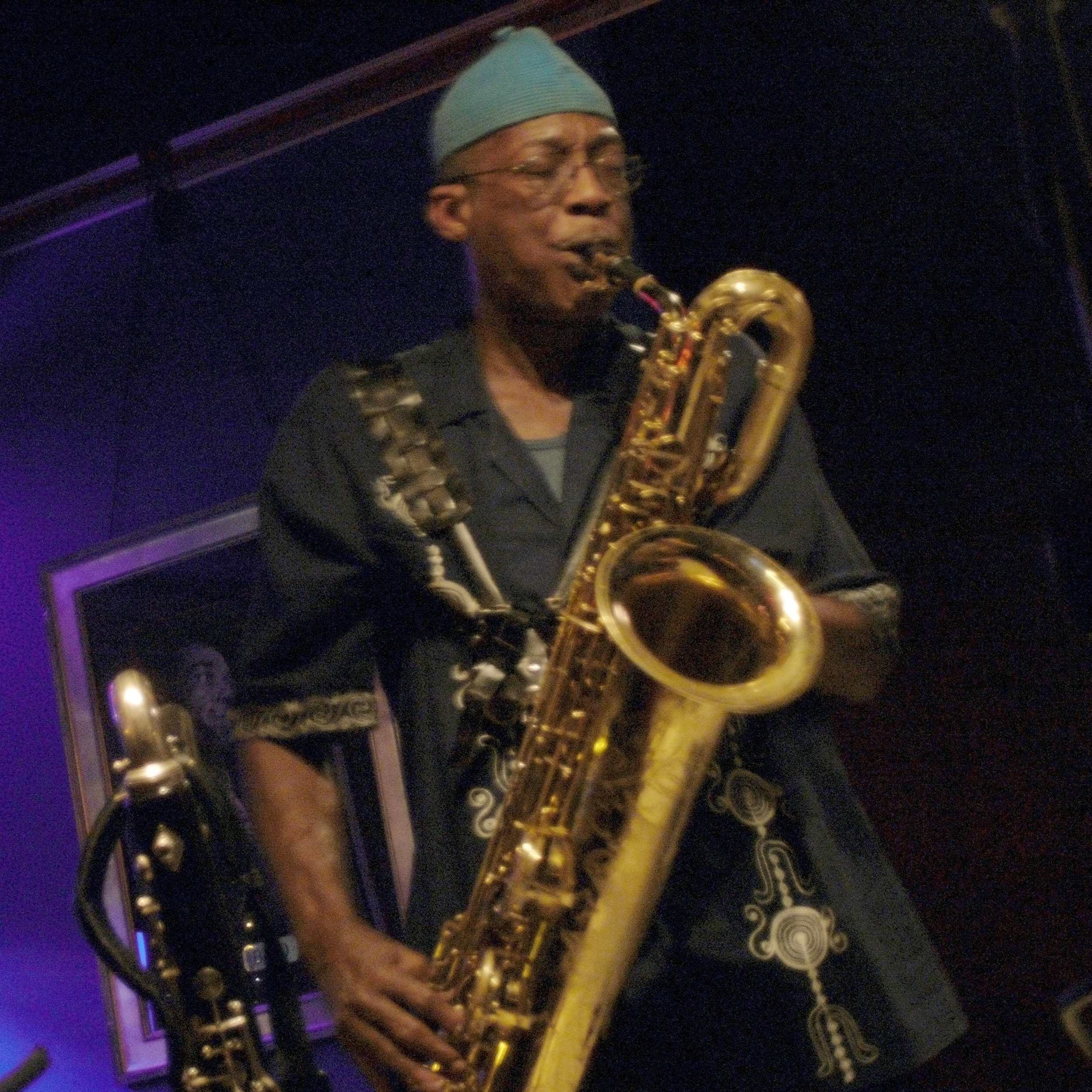
Mwata Bowden 2007

Mwata Bowden (* 11. Oktober 1947 in Memphis/Tennessee) ist ein US-amerikanischer Jazz-Musiker (Klarinette, Saxophon).

## Leben und Wirken
Bowden kam im Alter von zehn Jahren nach Chicago, wo er an der DuSable High School Schüler des legendären Captain Walter Dyett wurde, bei dem auch Musiker wie Nat King Cole, Johnny Griffin, Gene Ammons, Von Freeman, Fred Hopkins und Richard Davis gelernt hatten. Er studierte dann am American Conservatory of Music klassische Musik.
Nach dem Studium tourte Bowden mit der Rhythm-and-Blues-Gruppe Chi-Lites. 1974 wurde er Mitglied der Association for the Advancement of Creative Musicians (AACM), in deren Big Band er mit Muhal Richard Abrams eng zusammenarbeitete. Außerdem unterrichtete er an einer Junior High School und studierte bis 1979 Komposition an der Governor’s State University.
Danach arbeitete er weiter mit der Big Band der AACM, der Gruppe 8 Bold Souls unter Edward Wilkerson, Ameen Muhammad, Nicole Mitchell (Arc of O, 2012) und anderen und war im The Miyumi Project und dem Power Trio unter Tatsu Aoki aktiv. Neben Klarinette und Saxophon spielt er auch Instrumente wie Flöte und Didgeridoo. Er unterrichtet an der University of Chicago, deren Jazzensemble er leitet. Er ist derzeit erster Vorsitzender der AACM.